# Guadalupe Victoria, Ocoyoacac
Guadalupe Victoria  är en ort i kommunen Ocoyoacac i delstaten Mexiko i Mexiko. Samhället hade 1 134 invånare vid folkräkningen år 2020. Namnet kommer från smeknamnet för Mexikos första president, Guadalupe Victoria.